# Báječná sedmička
Báječná sedmička (v anglickém originále Magnificent 7) je britský dramatický film z roku 2005. Režisérem filmu je Kenneth Glenaan. Hlavní role ve filmu ztvárnili Helena Bonham Carter, Thomas Redford, Christopher Parkinson, Joshua Thurston a Polly Thompson. 

## Obsazení
| Helena Bonham Carter  | Maggi Jackson       |
| Thomas Redford        | Curtis Jackson      |
| Christopher Parkinson | Christopher Jackson |
| Joshua Thurston       | Davey Jackson       |
| Polly Thompson        | Rebekah Jackson     |
| Holly Grainger        | Louise Jackson      |
| Anna Sainsbury        | Elizabeth Jackson   |
| Jacqueline Leonard    | Jeanette Atkins     |